# Acolon

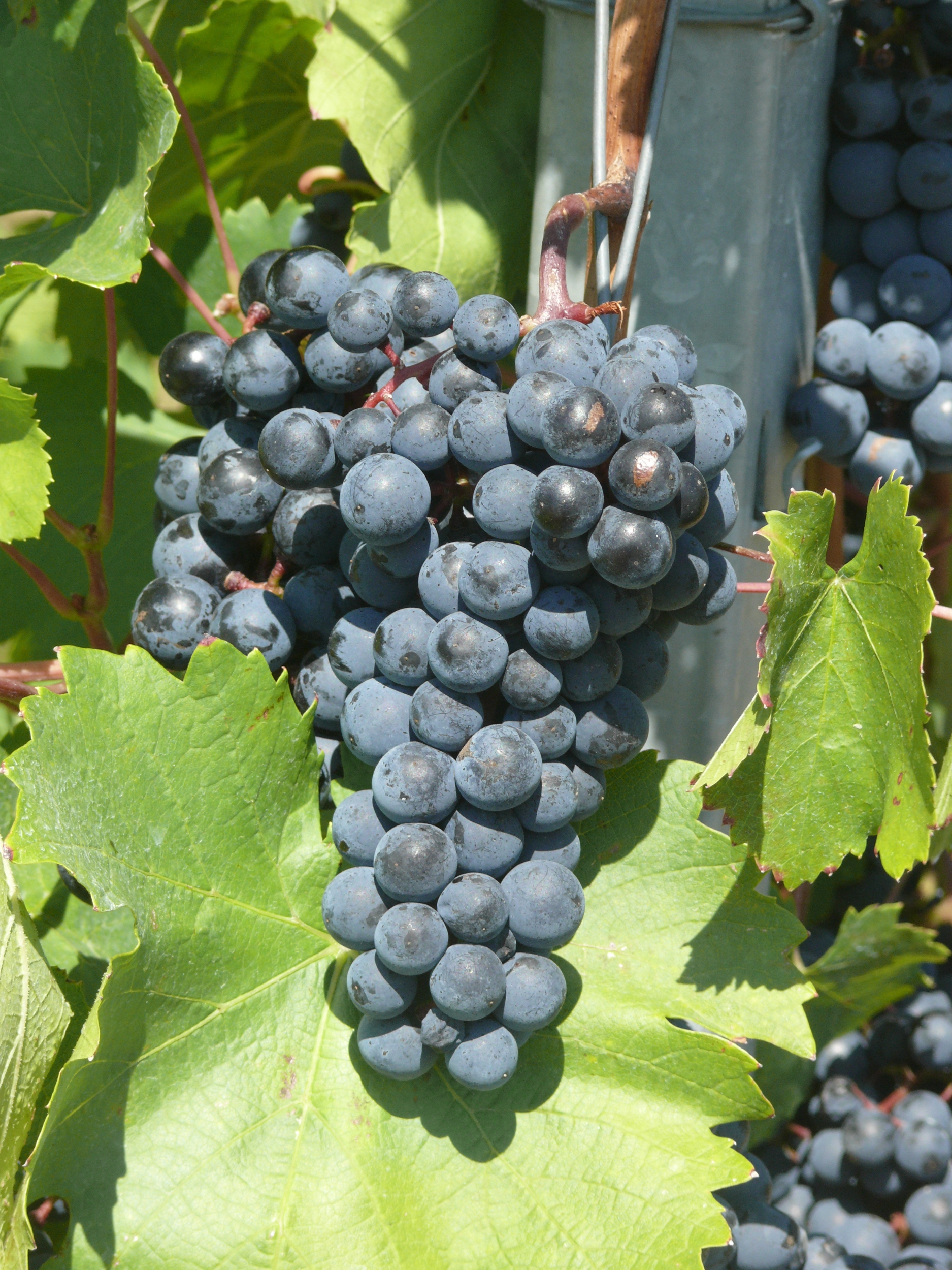
Racimo de la variedad acolon.

La acolon es una variedad de uva tinta alemana. Es un cruce entre la blauer limberger (conocida también como blaufränkisch y lemberger) y la dornfelder.
Se creó en 1971 en el Staatliche Lehr- und Versuchsanstalt für Wein- und Obstbau, en Weinsberg. La variedad fue reconocida oficialmente en 2002. Madura pronto y produce un vino de color intenso con un contenido leve de taninos, recordando al lemberger. Actualmente está creciendo experimentalmente en 1,35 kilómetros cuadrados. Desde 1981 ha sido usada a menudo como compañera en la creación genética de diversas variedades.